# Isadelphus gallicola
Isadelphus gallicola là một loài tò vò trong họ Ichneumonidae.